# Castifao
Castifao (korsisch Castifau) ist eine Gemeinde auf der französischen Insel Korsika. Sie gehört zur Region Korsika, zum Département Haute-Corse, zum Arrondissement Corte und zum Kanton Golo-Morosaglia. Die Bewohner nennen sich Castifinchi.

## Geografie
Das Siedlungsgebiet liegt im Durchschnitt auf mehr als 500 Metern über dem Meeresspiegel und besteht aus den Dörfern Piazze, Paganosa, Petrera und Piana. Die Nachbargemeinden sind Novella im Norden und im Nordosten, Pietralba im Nordosten und im Osten, Morosaglia im Südosten, Moltifao im Süden und im Südwesten, Vallica im Westen sowie Olmi-Cappella im Nordwesten.
In Castifao entspringt ein Bach namens La Tartagine.

## Bevölkerungsentwicklung
| Jahr      | 1962 | 1968 | 1975 | 1982 | 1990 | 1999 | 2008 | 2012 |
| --------- | ---- | ---- | ---- | ---- | ---- | ---- | ---- | ---- |
| Einwohner | 271  | 266  | 234  | 223  | 137  | 152  | 153  | 160  |

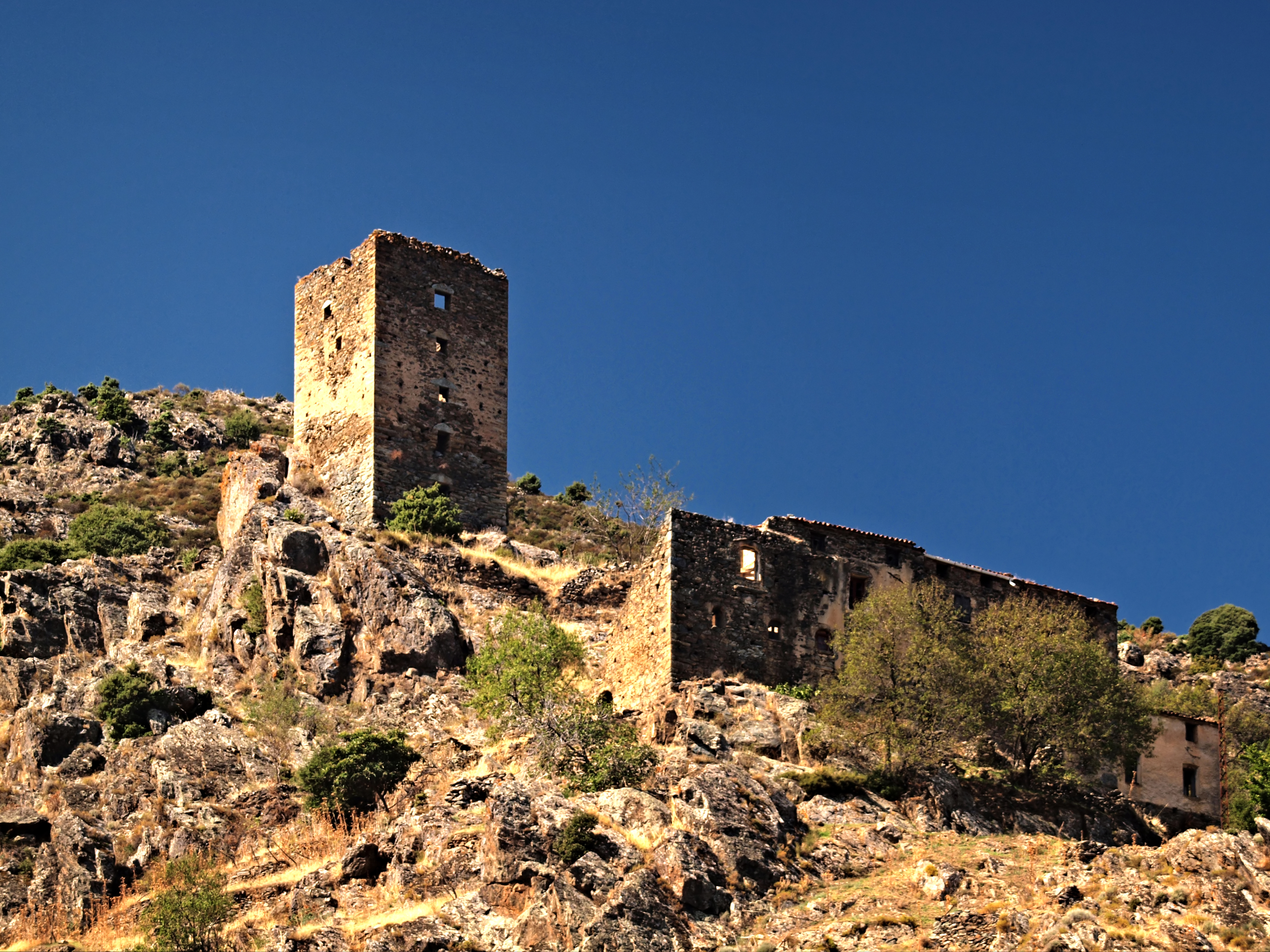
Tour Paganosa
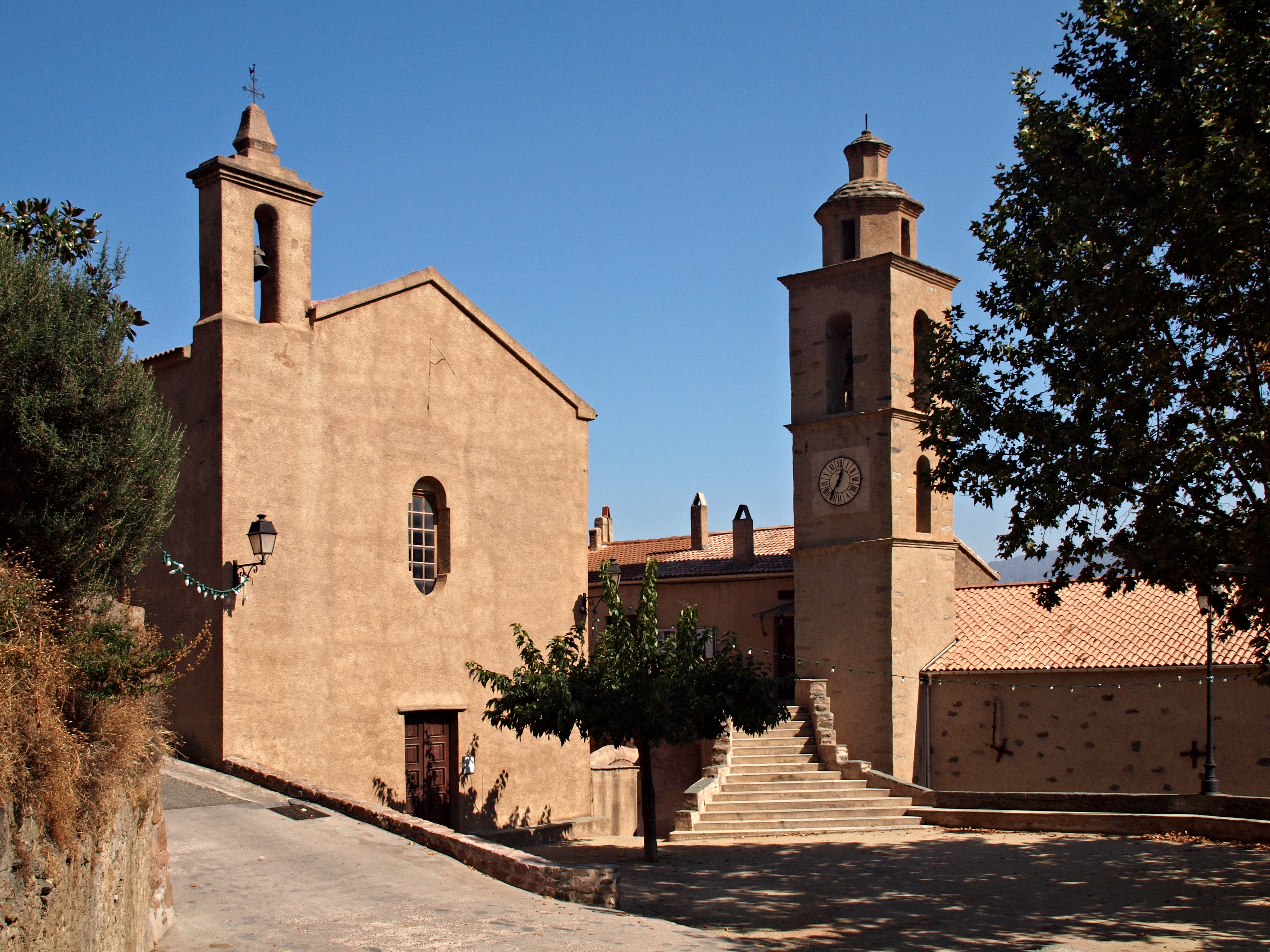
Der Kirchenbau Saint-Nicolas
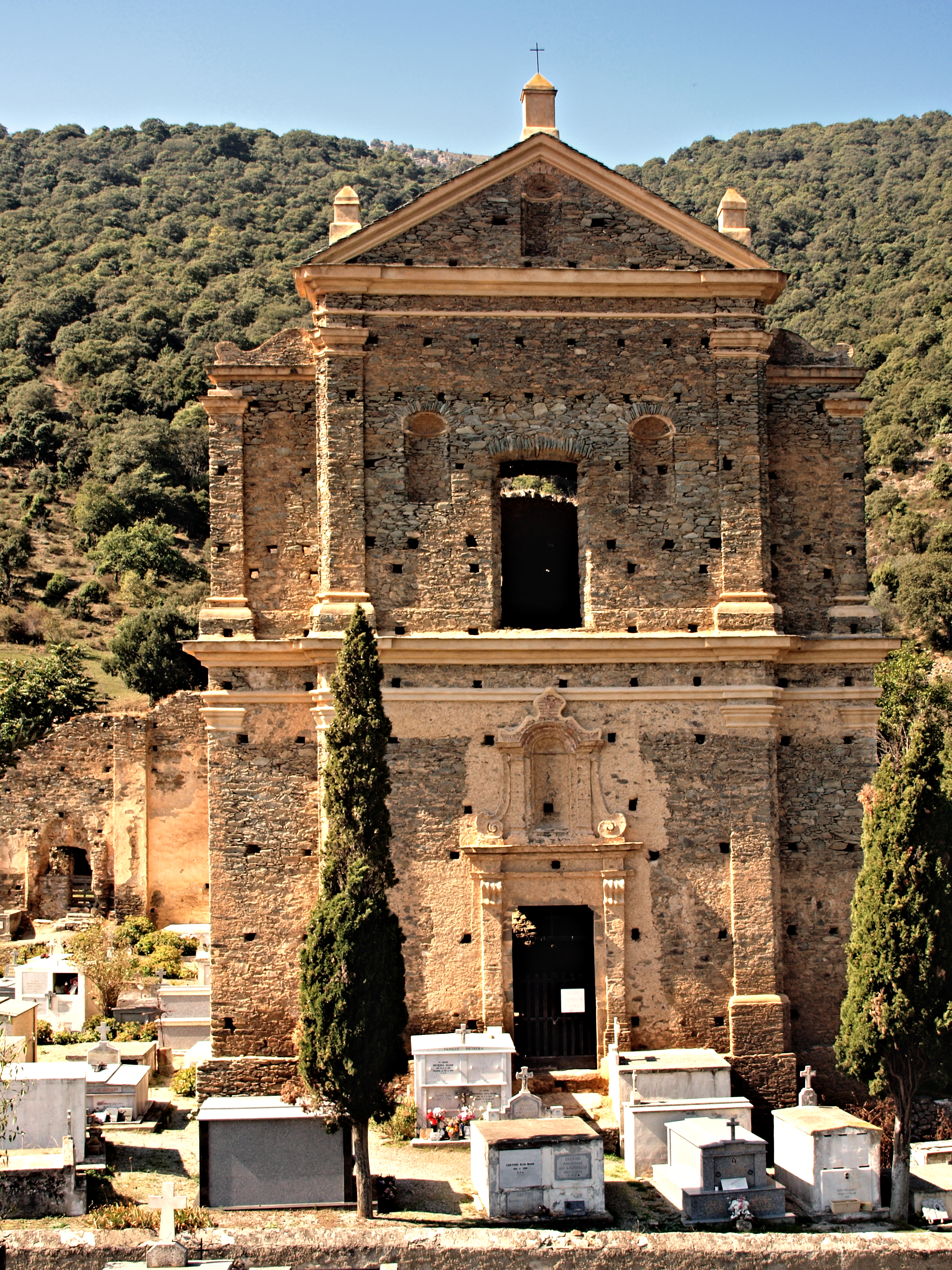
Das Konvent Saint-François
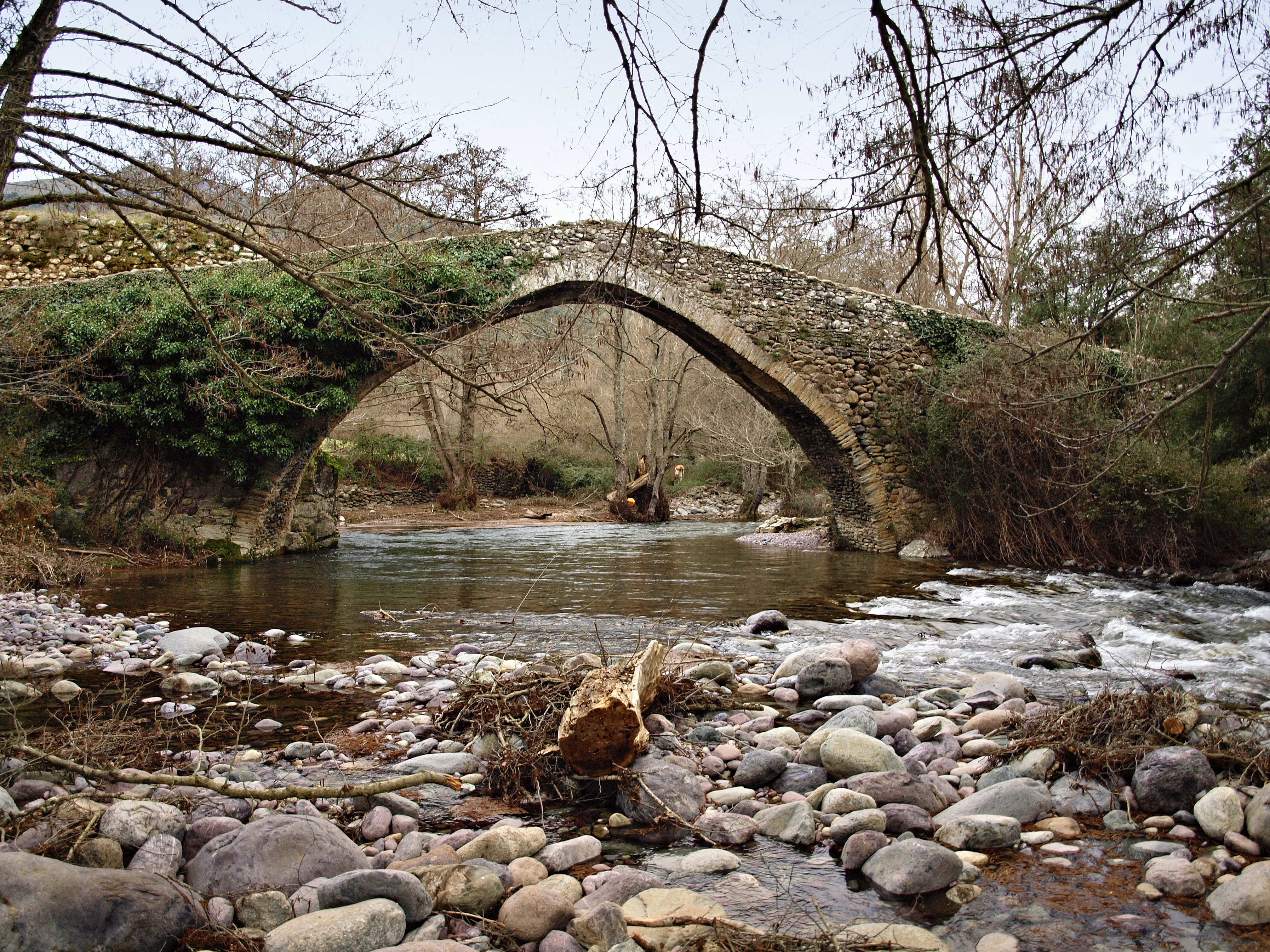
Genueserbrücke